# 花尾麗花鮨
花尾麗花鮨，為輻鰭魚綱鱸形目鱸亞目麗花鮨科的其中一種，分布於東大西洋英吉利海峽、地中海、亞速群島、加納利群島、馬德拉海域，為亞熱帶海水魚，深度50-500公尺，體長可達60公分，棲息在深海底層水域，生活習性不明。